# Arnold Perl
Arnold Perl (Nueva York, 14 de abril de 1914 - Ib,. 11 de diciembre de 1971) fue un dramaturgo, guionista y productor de televisión estadounidense.

## Biografía
Perl asistió brevemente a la Universidad de Cornell, pero finalmente no se graduó en dicha institución. Escribió para las series de televisión The Big Story, Naked City, The Doctors and the Nurses, East Side/West Side y N.Y.P.D., seriado que creó junto con David Susskind. Coescribió además el guion de Cotton Comes to Harlem (1970), el debut en la dirección cinematográfica del actor Ossie Davis, y escribió la obra teatral Tevye and his Daughters.
Escribió y dirigió el documental Malcolm X (1972), acerca del activista afroamericano del mismo nombre. Perl murió en 1971 y fue nominado a título póstumo al Premio de la Academia al Mejor Largometraje Documental por su trabajo en la película en el mencionado filme. El guion de Perl para la película fue posteriormente reescrito por el cineasta Spike Lee para su película de 1992 Malcolm X.

## Premios y distinciones
Premios Óscar
| Año  | Categoría              | Película  | Resultado |
| ---- | ---------------------- | --------- | --------- |
| 1973 | Mejor documental largo | Malcolm X | Nominado  |